# Аннаніас Мате
Аннаніас Мате (афр. Annanias Mathe, нар. 1976 рік — пом. 27 грудня 2016 (40 років)), іноді пишеться як Ананіас Мате — серійний ґвалтівник й озброєний грабіжник із Мозамбіку, який набув найбільшої популярності у 2006 році після того, як став єдиною людиною, яка коли-небудь втекла з максимально високого рівня охорони в'язниці C-Max у Преторії, ПАР.

## Біографія
У листопаді 2006 року Мете був заарештований за 51 обвинуваченням у вбивстві, замаху на вбивство, зґвалтуванні, крадіжці та збройному пограбуванні.
Перебуваючи під вартою в палаті A6 пенітенціарної установи C-Max, де перебувають небезпечні та серійні злочинці, Мете нібито вдалося втекти завдяки тому, що він вимазався вазеліном і вислизнув із вікна своєї камери, яка мала розміри лише 20 см × 60 см. Ця втеча змусила південноафриканську пресу охрестити його «Гудіні». Пізніше стало відомо, що Мете насправді втік із в'язниці, підкупивши наглядачів 80 000 рандів (приблизно 4000 дол. США). Мете вже втікав з-під варти подібним чином у квітні 2005 року, коли запропонував поліцейським хабар у розмірі 15 000 рандів (800 дол. США).
Його втеча з C-Max стала приводом для загальнонаціонального розшуку, за подіями якого уважно стежили місцеві ЗМІ. Матте знову схопили 4 грудня 2006 року (приблизно через два тижні після його втечі), коли він викрав автомобіль у заможному передмісті Йоганнесбурга, Крейголлі. Мете не знав, що вкрадений автомобіль був оснащений супутниковим пристроєм відстеження, який привів поліцію та приватні охоронні компанії до злочинця після погоні, під час якої Мете отримав три поранення в ногу та сідниці.
Мете було визнано винним за 67 із 71 пунктів звинувачення, включно зі зґвалтуванням, замахом на зґвалтуванням, замахом на вбивство, пограбуванням та крадіжкою, і було засуджено до 54 років позбавлення волі з мінімальним відбуттям терміна 43 роки. Шість тюремних наглядачів, причетних до його останньої втечі, були звільнені.
Мете помер у лікарні короля Едуарда VIII 27 грудня 2016 року після того, як погіршилося його здоров'я — він страждав від запорів і затримки сечі.